# Igreja Matriz de São Marcos da Ataboeira
A Igreja Matriz de São Marcos da Ataboeira, igualmente conhecida como Igreja Paroquial de São Marcos da Ataboeira, é um monumento religioso na aldeia de São Marcos da Ataboeira, no Município de Castro Verde, em Portugal.

## Descrição
O imóvel situa-se no Largo 25 de Abril, em São Marcos da Atabueira. Apresenta linhas típicas tanto do maneirismo como do barroco. Possui uma só nave, de forma rebaixada, com uma capela-mor protuberante, uma sacristia, e uma pequena torre sineira, com um relógio. A fachada principal é sóbria, sendo aberta por um portal encimado pelas armas de Santiago da Espada. Destacam-se igualmente os grandes contrafortes que suportam uma das paredes laterais, e os pináculos que rematam os cunhais.

## História
A igreja foi construída durante a segunda metade do século XVI. Em meados do século XVIII, foram executados os elementos decorativos em argamassa na fachada principal e no campanário, e nos finais do século XIX foram instalados as grade do púlpito e do baptistério, e a teia.
Em Maio de 2020, a Câmara Municipal de Castro Verde assinou um protocolo com a Fábrica da Igreja Paroquial de Castro Verde, para a realização de intervenções de restauro nos monumentos religiosos do concelho, incluindo na igreja de São Marcos da Ataboeira.